# Kit Harington
Christopher Catesby »Kit« Harington, angleški igralec, * 26. december 1986, London.
Zaslovel je z vlogo Jona Snowa v HBO-jevi televizijski seriji Igra prestolov, ki mu je prinesla nominacijo za primetime emmyja (2016). Glavno vlogo je tudi v filmih Pompeji (Pompeii; 2014), Testament of Youth (2014) in Spooks: The Greater Good (2015).